# 舒載道
舒載道（1498年—？），字以文，江西饒州府鄱陽縣人，民籍，明朝政治人物。

## 生平
江西鄉試第九十一名舉人。嘉靖二十年（1541年）中式辛丑科會試第二百三十三名，登第三甲第九十七名進士。

## 家族
曾祖舒添祐；祖父舒昱，碣石衛經歷；父舒穆，壽官。母張氏。严侍下。